# NGC 1699
NGC 1699 ist eine Spiralgalaxie vom Hubble-Typ Sb im Sternbild Eridanus am Südsternhimmel. Sie ist schätzungsweise 172 Millionen Lichtjahre von der Milchstraße entfernt und hat einen Durchmesser von etwa 45.000 Lichtjahren. Vermutlich bildet sie mit NGC 1700 ein gravitativ gebundenes Galaxienpaar.
Im selben Himmelsareal befinden sich u. a. die Galaxien NGC 1694.
Die Typ-Ia-Supernova SN 2001ep wurde hier beobachtet.
Das Objekt wurde am 13. Februar 1860 von dem irischen Astronomen Samuel Hunter, einem Assistenten von William Parsons, entdeckt.